# 自動車殿堂
座標: 北緯42度18分9秒 西経83度14分16秒 / 北緯42.30250度 西経83.23778度
自動車殿堂（じどうしゃでんどう、Automotive Hall of Fame）は、アメリカ合衆国ミシガン州・ディアフィールド（デトロイト都市圏）にある自動車と自動車産業に関する殿堂である。
設立は1939年。博物館などの見学施設が併設されている。

## 主な受賞者

### 殿堂入り
- ヘンリー・フォード（1967年） - フォードT型の15万台以上の販売、フォードでの1914年の革命的な動く組立ライン、1914年の生産従事者賃金倍化
- ウォルター・クライスラー（1967年） - ビュイックでの革命的な自動車生産でビュイックの知名度を上げた功績、1925年のクライスラー社創設と1935年までの社長職と以後の会長職。
- アルフレッド・スローン（1967年） - ゼネラルモーターズを会社の緩やかな連合体から効率的で協調しあう成功したメーカーに変えた功績
- トーマス・エジソン（1969年） - 1000以上もの特許を取得し、うち356が発電機やライトなどに関連する発明。1879年に電球を完全なものとし、自治体での発電供給を可能にした電灯システムを開発した。ニッケル＝鉄＝アルカリによる電池を初めて開発し自動車と発電施設で使用可能とした。
- ロイ・D・チェイピン・シニア（1972年） - リンカーンハイウェイ建設寄与、ハドソン・モーター・カー・カンパニー創業、第一次世界大戦時の国防会議輸送委員会、商務長官
- ハーベイ・ファイアストーン（1974年） - ファイアストン創設。道路改良を促進し、長距離トラック輸送の進展に寄与。エンジン車両での空気入りタイヤをフォードT型などで普及させた功績。
- フェルディナント・ポルシェ（1987年） - 設計開発改良によりフォルクスワーゲン・ビートルを世界的な販売の第一人者とした功績。非常に成功したスポーツカー、レースカーとして、アウストロ＝ダイムラー(1906-1923)、メルセデス＝ベンツ (1923-1929)、シュタイアー (1929-1930)、アウトウニオン (1930)を設計製作した功績。
- 本田宗一郎（1989年） - 1948年の本田技研工業創設、オートバイ/自動車のトップメーカーとした功績。CVCCエンジンの開発を主導し、シビックに搭載し、1970年代の米国排気ガス基準を満たした最初のメーカーとした功績。
- 豊田英二（1994年） - トヨタ自動車を世界第三位のメーカーとした功績。カイゼン（継続的な改良）を推進し、品質とエコノミーのトヨタという定評を築いた功績。
- リー・アイアコッカ（1994年） - フォード社フォード部門統括者として1964年に伝説のフォードマスタングの発案および生産をおこなった功績。フォード社社長を1970年から1978年まで務めた。クライスラー社社長兼CEOとして第3位のメーカーを倒産の危機から救った。
- 田口玄一（1997年） - 日本と米国の自動車メーカーにタグチ品質管理メソッドを適用した。1960年に日本の最高の賞であるデミング賞を受賞。書籍でデミング文献賞を3度受賞。
- 片山豊（1998年） - 米国日産を率いて米国自動車市場で成功した功績。ダットサン510、ダットサン240Z、初の小型ピックアップトラックを米国に紹介した。サービス重視の販売店網を構築し、技術学校で販売店やメカニックにサービスの重要性を指導した。
- エンツォ・フェラーリ（2000年） - スクーデリア・フェラーリ・レースチーム創設。非常に成功したレースカーのデザインで世界的知名度がある。
- 梁瀬次郎（2004年） - ヤナセ
- ジョン・ボイド・ダンロップ（2005年） - ダンロップ設立者
- 石橋正二郎（2006年） - ブリヂストン創立者
- 豊田章一郎（2007年） - トヨタ自動車
- 豊田喜一郎（2018年） - トヨタ自動車創業者。日本の自動車産業のスタートアップに貢献。
- 藤沢武夫（2023年） -本田技研工業を経営面から支え本田宗一郎と共に世界的な大企業に育て上げた。

### 業界リーダー・オブ・ザ・イヤー
- 1982年：　リー・アイアコッカ -クライスラー
- 2001年：　張富士夫 -トヨタ自動車

受賞者一覧は Automotive Hall of Fameで確認できる。